# 球穗香薷
球穗香薷为唇形科香薷属下的一个种。

## 变种
小株球穗香薷为唇形科香薷属下的一个变种。

## 扩展阅读
- 維基物種上的相關：球穗香薷